# Acanthocarpus
Acanthocarpus es un género con 10 especies de plantas con flores perteneciente a la familia Asparagaceae, anteriormente Laxmanniaceae.

## Especies seleccionadas
- Acanthocarpus canaliculatus A.S.George
- Acanthocarpus fimbriatus F.Muell.
- Acanthocarpus humilis A.S.George
- Acanthocarpus mucronatus J.F.Macbr.
- Acanthocarpus parviflorus A.S.George
- Acanthocarpus preissii Lehm.
- Acanthocarpus robustus A.S.George
- Acanthocarpus rupestris A.S.George
- Acanthocarpus serra F.Muell.
- Acanthocarpus verticillatus A.S.George